# آجی کومار
آجی کومار (انگلیسی: Ajay Kumar؛ زادهٔ ۲ اکتبر ۱۹۶۲) سیاست‌مدار اهل هند است.